# Marius Holst
Marius Holst (nascut el 15 de gener de 1965) és un cineasta, productor i  guionista noruec.

## Educació
Holst va estudiar a la London International Film School. El 1990, la seva pel·lícula de diploma va ser nominada al Premi Amanda al millor curtmetratge, i als Premis de l'Acadèmia d'Estudiants i va guanyar el Grand Prix Potier del BBC Drama Award.

## Carrera
El 1994 el seu primer llargmetratge Ti kniver i hjertet va ser un èxit de taquilla a Noruega, i es va convertir en un èxit de festivals internacionals, guanyant el Prix de Montreal al Festival Internacional de Cinema de Montreal i el Premi Blaue Engel al 45è Festival Internacional de Cinema de Berlín.
Marius Holst és cofundador i propietari de la productora 4 ½, juntament amb el seu també director Pål Sletaune i els productors Turid Øversveen i Håkon Øverås. Fundada el 1998, la companyia produeix tant llargmetratges com anuncis publicitaris.

## Denúncia d'agressió sexual
El març de 2007, durant una emissió de ràdio a NRK P3, Holst i l'artista Morten Abel van ser acusats per l'artista i pintora Marianne Aulie d'intentar drogar-la i violar-la durant una festa a mitjans dels anys noranta. Aulie i l'entrevistadora Mina Hadjian van ser criticades més tard per l'emissió, mentre que Holst i Abel van negar l'acusació a través dels seus advocats.

## Filmografia
- 1990: Besøkstid
- 1994: Ti kniver i hjertet
- 1996: Lukten av mann
- 1996: 1996: Pust på meg!
- 2001: Øyenstikker
- 2005: Ekko av Ibsen (Kjøter)
- 2006: Blodsbånd
- 2010: L'illa dels oblidats
- 2018: Mordene i Kongo